# Journée internationale de l'ours polaire
La Journée internationale de l'ours polaire est un événement annuel célébré tous les 27 février, pour coïncider avec la période où les mamans et les oursons polaires dorment dans leurs tanières, et pour sensibiliser à l'état de conservation de l'ours polaire.

## Description
La Journée internationale de l'ours polaire est organisée par Polar Bears International (en) pour sensibiliser à l'impact du réchauffement climatique et de la réduction de la banquise sur les populations d'ours polaires. La journée encourage les gens à trouver des moyens de réduire leur émission de carbone, par exemple en baissant leur thermostat ou en conduisant moins. La journée a également été mise à profit pour encourager l'installation d'une isolation éconergétique dans les maisons.

## Observance

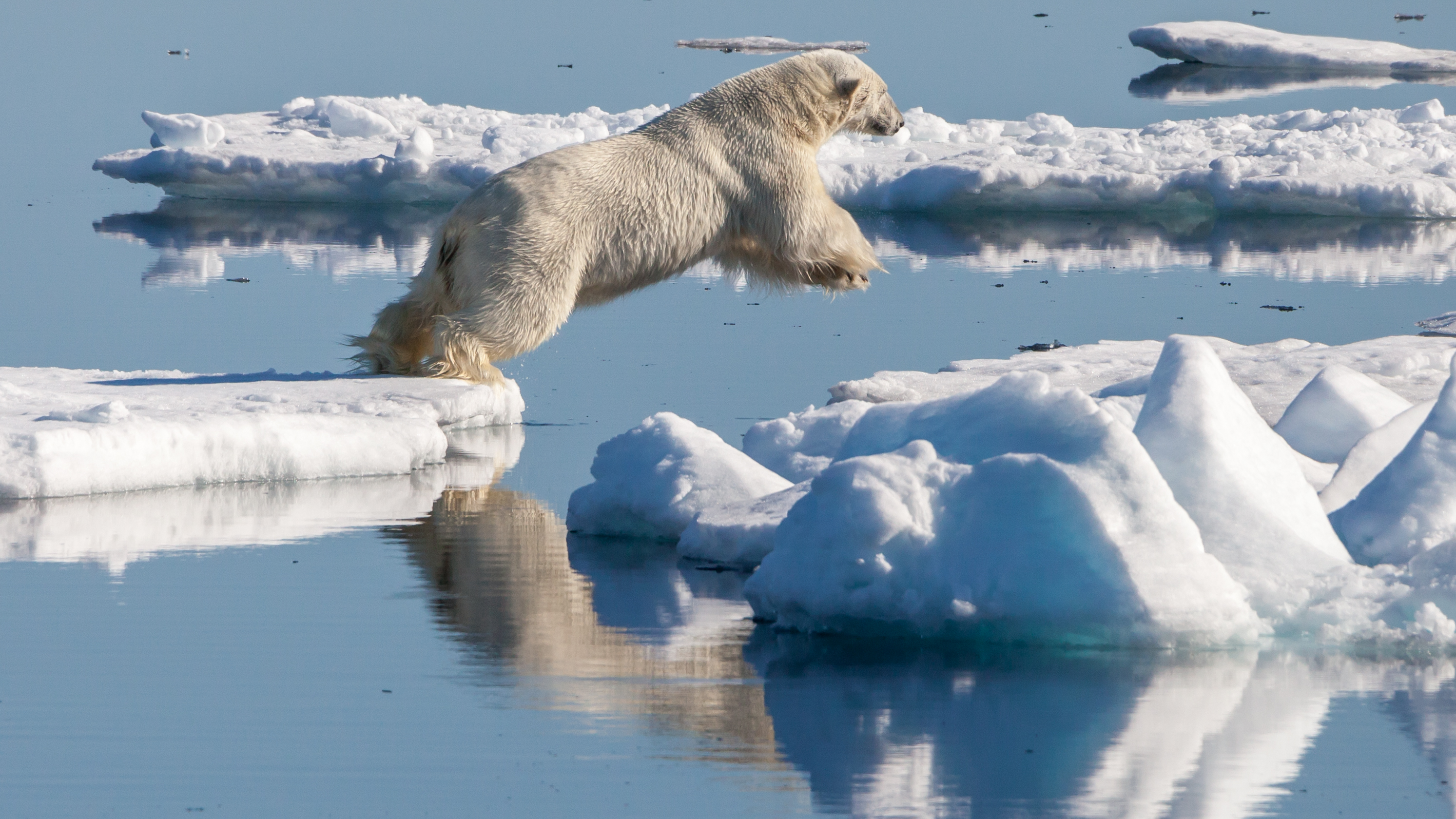
Ours polaire (Ursus maritimus) dans la région des glaces dérivantes au nord de Svalbard

De nombreux zoos utilisent la journée pour éduquer sur la conservation des ours polaires et pour encourager la visite d'expositions sur les ours polaires,. Elle a également eu un certain impact politique. Jack Shapiro, directeur adjoint de la campagne climatique sous le président américain Barack Obama, a profité de cette journée pour plaider en faveur de la nécessité d'une action du Congrès sur la question du changement climatique. L'université de la Saskatchewan a annoncé en 2014 qu'elle augmenterait ses thermostats de deux degrés en été et de deux degrés Celsius en hiver pour honorer la Journée internationale de l'ours polaire. La décision devrait réduire les émissions de carbone de l'université de deux mille tonnes et faire économiser à l'université plus de deux cent mille dollars par an. La Journée internationale de l'ours polaire s'est avérée efficace pour sensibiliser en ligne sur les ours polaires grâce à la recherche d'informations.